# Cannoni navali Oerlikon
La ditta Oerlikon è ben nota per le sue mitragliere antiaeree o anche per uso aereo da oltre 80 anni.

## GAM-BO1
Calibro: 20 mm a 1 canna
Elevazione: -15/+60 vel. elevazione  Sec. E azimuth
Velocità proiettili: 1050 m/s.
Gittata: 2000 m superficie, 1500 aerei
Cadenza tiro 600.min.
Peso: 500 kg con munizioni
Colpi al seguito: 200
La mitragliera Oerlikon Burle KAA da 20 mm, un'arma di notevole successo, è munita di una balistica di  tutto rispetto con una velocità iniziale di oltre 1000 m/s anche se la cadenza di tiro è ridotta ad appena 600 colpi al minuto.
La mitragliera GAM-BO1 da 20 mm/85 costituisce una versione migliorata della mitragliera da 20 mm Oerlikon ed è stata scelta per un affusto navale semplice, il cui azionamento richiede un minimo di impegno per la nave ospitante. La cadenza di tiro di quest'arma, comparata con gli 800-1000 colpi al minuto di altre mitragliere come la Rh-202 è effettivamente bassa, ma nondimeno, la sua efficacia ha aumentato la difesa ravvicinata delle navi di varie nazioni come quelle della Marina spagnola e soprattutto quelle inglesi dopo la Guerra delle Falklands, che ha dimostrato l'assoluta necessità di aumentare le difese aeree ravvicinate delle navi di Sua Maestà come le Type 42, le Type 22, e le portaerei Invincible. Essa ha un affusto ad azionamento manuale con un semplice congegno di puntamento per l'operatore, se necessario integrabile con un visore di puntamento notturno.
L'arma ha un freno di bocca all'estremità a più luci di sfogo. 2 vantaggi rispetto alle armi della Seconda guerra mondiale sono comunque presenti: la cadenza di tiro di 600 colpi al minuto rispetto ai 240-450 colpi al minuto con una velocità iniziale oltretutto maggiore, e cosa non meno importante, l'alimentazione delle armi che non è più affidata a piastrine da 12 colpi come per certe marine (italiana, per esempio) o meglio, a tamburi da 60 (cannoni Oerlikon), ma ad una cassetta con un nastro da ben 200 colpi che garantisce 20 secondi di fuoco continuativi se necessario, anche se in tal modo la canna si surriscalderebbe. La differenza resta comunque notevole, anche se pure gli aerei, per tacere dei missili, hanno una differenza notevole di prestazioni rispetto a 60 anni fa.

## GBM-AO1
Calibro: 25 mm
Elevazione: -15/+50 vel.
Velocità proiettili: 1100 m/s.
Gittata: 2000 m.
Cadenza tiro 570.min.
Peso: 600 kg con o senza munizioni
Colpi al seguito: 200
Un modello migliorato di questo tipo di affusto è il GBM. Che ha introdotto in tempi più recenti la mitragliera designata come successore del vecchio cannone da 20 mm: la mitragliera KBA, dotata di caratteristiche di potenza molto maggiori, come il proiettile da 180 grammi anziché 120, mentre la munizione nel suo complesso pesa certamente più di quella da 300gr. Del tipo precedente. L'arma ha nervature laterali di rinforzo e per aumentare la superficie a contatto con l'aria, ciò che aiuta a raffreddarne la canna, priva di un sistema ad acqua o altro liquido.
La mitragliera da 25 mm è dunque più potente, ma oltre questo ha anche una cadenza di tiro quasi uguale (inferiore appena del 5%) pertanto è più potente in maniera rimarchevole, ma non avendo sistemi di controllo del tiro particolarmente sofisticati, è relegata alle stesse distanze di tiro e inoltre l'alzo è limitato da 60 ad appena 50 gradi per cui essa è più idonea al tiro contro bersagli di superficie o quantomeno a basse quote. Il peso è se non altro solo marginalmente maggiore.
L'arma ha doppia alimentazione con un totale di 200 colpi in cassette con munizioni perforanti decalibrate o esplosive. Ancora una volta, il paragone con i tipi della seconda guerra mondiale aiuta a capire il progresso.
I tipi giapponesi e francesi di tali tipi di mitragliere avevano una cadenza teorica di circa 250 colpi al minuto, ovvero meno della metà, e un'alimentazione assai lenta con caricatori ad astuccio da 12 colpi, il che praticamente dimezzava la cadenza di tiro, mentre i proiettili, invero molto potenti, avevano un peso di oltre 250 grammi per una gittata di 3000 m massima. L'alimentazione con cassette e nastri a doppia alimentazione (2 cassette, teoricamente una per quelli esplosivi e una per quelli perforanti) per un totale di 200 colpi rende in pratica questi cannoni singoli più efficaci di quelli trinati da 25 mm giapponesi installati sulla Yamato e altre navi giapponesi.

## GCM-30
Calibro: 30 mm
Elevazione: -15/+80 vel.
Velocità proiettili: 1175 m/s.
Gittata: 2750 m.
Cadenza tiro 650.min.
Peso: 600 kg con o senza munizioni
Colpi al seguito: 320
Il progetto della serie GCM è stato sviluppato congiuntamente da Oerlikon  BMARC (British Manufacture and Research Company), con Oerlikon che fornisce i cannoni binati KCB e BMARC che progetta e costruisce i giro stabilizzatori.
Simile ai cannoni serie GCM è ol cannone Laurence Scott LS-30B che usa una canna singola da 30 mm KCB che viene utilizzato su piccole imbarcazioni quali i cacciamine.
I cannoni binati da 30 mm/75 sono usati sulle navi da guerra della Royal Navy, quali ad esempio le fregate lanciamissili Type 22 e sono stati montati sui cacciatorpediniere Type 42 dopo la guerra delle Falkland per migliorarne le capacità antiaeree.

## GDM-A/GDM-C
Calibro: 35 mm a 2 canne
Elevazione: -10/+75 vel. elevazione  gr. Sec. E  azimuth
Velocità proiettili: 1175 m/s.
Gittata: 3500 m max teorica superficie 9500 m.
Cadenza tiro 2x550.min.
Peso: 6250 kg con munizioni
Colpi al seguito: 336
Nella produzione Oerlikon non poteva mancare anche una versione navale della mitragliera da 35 mm GDF, capace di 550 colpi al minuto e pertanto una degna rivale dei cannoni Bofors da 40mm L/70, anche se incapace di sparare munizioni con spoletta di prossimità e pertanto relegata all'efficacia data dall'alta cadenza di tiro e velocità della munizione.